# Una guitarra
Una guitarra es el primer álbum de Joan Manuel Serrat en formato EP. Este álbum se publicó en 1965.

## Pistas
| Pista | Título           | Autor              |
| ----- | ---------------- | ------------------ |
| 1     | Una guitarra     | Joan Manuel Serrat |
| 2     | Ella em deixa    | Joan Manuel Serrat |
| 3     | La mort de l'avi | Joan Manuel Serrat |
| 4     | El mocador       | Joan Manuel Serrat |